# ليستر وايلند شارب
ليستر وايليند شارب (بالإنجليزية: Lester W. Sharp)‏ (21 أبريل 1887 - 17 يوليو 1961) عالم نبات أمريكي وهو رائد في علم الوراثة الخلوية.